# The Mess Hall (album)
Albums de The Mess Hall
Feeling Sideways
(2003)
The Mess Hall, lancé en 2001, est le premier album du groupe australien The Mess Hall. Cet album éponyme de musique lo-fi fut décrit comme "... the perfect soundtrack to trashing a hotel room." (La parfaite trame sonore pour saboter une chambre d'hôtel).

## Pistes
1. Dead Field Stomp
2. Railyard Rumble
3. Danny Blue-Tongue Blues
4. Air
5. Hit Like That In The Ring
6. Hell Is Just A Bar
7. Hollerin' Love
8. Highway Like A Trail
9. I Feel Like A Dog
10. Medley